# Corchorus schimperi
Corchorus schimperi är en malvaväxtart som beskrevs av Georg Cufodontis. Corchorus schimperi ingår i släktet Corchorus och familjen malvaväxter. Inga underarter finns listade i Catalogue of Life.